# HAL Basant
Hindustan Aeronautics HA-31 Basant je indický zemědělský letoun vzniklý v 70. letech 20. století u společnosti Hindustan Aeronautics.

## Vznik a vývoj
Společnost Hindustan Aeronautics Ltd. v Bangalore začala v roce 1968 navrhovat zemědělský letoun označený HAL HA-31 Mk. I, jehož kokpit byl nad náběžnou hranou křídla. Stroj s pevným příďovým podvozkem poháněl letecký motor Rolls-Royce Continental IO-470 o výkonu 184 kW.[zdroj⁠?!]
Překonstruovaná verze, kterou realizovala divize HAL v Kánpuru, HA-31 Mk. II Basant poprvé vzlétla 30. března 1972. Jedná se o konvenční celokovový dolnoplošník s křídlem vyztuženým vzpěrami a pevným záďovým podvozkem, poháněný osmiválcovým motorem Avco Lycoming IO-720 o výkonu 400 k (298 kW) s třílistou vrtulí Hartzell. Vyvýšený kokpit nad odtokovou hranou poskytuje pilotovi zlepšený výhled při práškování. Produkce skončila v roce 1980 po vyrobení 39 kusů.

## Specifikace (Mk. II)
Údaje dle

### Technické údaje
- Osádka: 1 (pilot)
- Kapacita:
- Délka: 9 m
- Rozpětí: 12 m
- Nosná plocha: 23,34 m²
- Výška: 2,55 m
- Prázdná hmotnost: 1 200 kg
- Vzletová hmotnost: 2 270 kg
- Pohonná jednotka: 1 × vzduchem chlazený osmiválcový boxer Avco Lycoming IO-720-C1B
- Výkon pohonné jednotky: 298 kW (400 k)

### Výkony
- Maximální rychlost: 225 km/h[2]
- Cestovní rychlost: 185 km/h
- Min. rychlost: 95 km/h
- Dolet: 645 km[2]
- Praktický dostup: 3 800 m[2]
- Stoupavost: 3,8 m/s[2]